# Hibiscus hakeifolius
Hibiscus hakeifolius är en malvaväxtart som beskrevs av Ferdinando Giordano.
Hibiscus hakeifolius ingår i Hibiskussläktet som ingår i familjen malvaväxter. Inga underarter finns listade i Catalogue of Life.